# Fusão

Um exemplo de fusão.

Fusão é o processo de passagem de uma substância do estado sólido para o estado líquido. Um sólido é chamado cristalino quando se funde bruscamente a uma temperatura determinada, que se mantém constante (se a pressão permanecer constante), até que a mudança de fase se complete. Os sólidos não cristalinos (sólidos amorfos) vão amolecendo gradativamente durante a fusão, pois durante o processo a temperatura vai aumentando.

## Leis da fusão cristalina
- Primeira lei: sob determinada pressão, a fusão de uma substância pura e cristalina, sempre ocorre à mesma temperatura.
- Segunda lei: se a pressão for mantida constante, durante a fusão cristalina a temperatura permanecerá constantemente.

## Influência da pressão na temperatura de fusão
Quando uma substância cristalina aumenta de volume ao se fundir (grande maioria), uma maior pressão dificultará esse aumento de volume e exigirá uma maior temperatura para que a fusão ocorra. Se a substância diminuir de volume ao se fundir (caso das substâncias, como a água, o ferro, o antimônio, o bismuto) um aumento da pressão diminuirá a temperatura de fusão.
Pelo citado acima podemos concluir que só tem sentido falar em temperatura de fusão se especificarmos a pressão. Em particular, costuma-se chamar de ponto de fusão de uma substância à temperatura de fusão sob pressão normal (1 atmosfera).

## Re-gelo
Ao comprimir os dois cubos de gelo a pressão pode atingir um valor tal que a temperatura de fusão do gelo se torne inferior àquela em que os blocos se encontram (suposto inferior a 0 °C). Assim o gelo começa a fundir. Ao parar a compressão, a água resultante da fusão, estando abaixo de 0° C, solidificará soldando os cubos de gelo.